# Azumi
Azumi (あずみ) é um mangá japonês criado por Yū Koyama. O nome refere-se à personagem principal, uma jovem treinada como membro de uma equipe de assassinos e acusada de matar três senhores feudais que ameaçam o Japão feudal com planos de guerra e derramamento de sangue. Recebeu um Excellence Prize em 1997 no Japan Media Arts Festival e o Shogakukan Manga Award em 1998.
Azumi foi adaptado em um filme de ação-aventura extremamente violento por Ryuhei Kitamura em 2003. A seqüência, Azumi 2: Death or Love (Azumi 2: Morte ou Amor), dirigido por Shusuke Kaneko, saiu em 2005.
O filme foi produzido por Mataichiro Yamamoto e distribuído para os EUA por sua empresa, Urban Vision Entertainment, em seu rótulo AsiaVision. O filme foi agraciado com um limitado lançamento teatral nacional começando em Julho de 2006 com um DVD lançado em 21 de Novembro de 2006.
Azumi tem sido transmitido pela televisão no Reino Unido, no canal Film4.